# Chostonectes nebulosus
Chostonectes nebulosus är en skalbaggsart som först beskrevs av W. J. Macleay 1871.  Chostonectes nebulosus ingår i släktet Chostonectes och familjen dykare. Inga underarter finns listade i Catalogue of Life.